# FS Большой Медведицы
FS Большой Медведицы (лат. FS Ursae Majoris), HD 75371 — одиночная переменная звезда в созвездии Большой Медведицы на расстоянии приблизительно 2488 световых лет (около 763 парсеков) от Солнца. Видимая звёздная величина звезды — от +9,36m до +9,16m.

## Характеристики
FS Большой Медведицы — красная пульсирующая медленная неправильная переменная звезда (LB:) спектрального класса Ma.